# Cristina Valenzuela
Cristina Danielle  Valenzuela (conhecida pelo pseudônimo Cristina Vee) é uma atriz e dubladora estadunidense.

## Filmografia

### Animes
- AIKa R-16: Virgin Mission - Aika Sumeragi
- Blade of the Immortal - Machi
- The Familiar of Zero - Louise Françoise Le Blanc de La Vallière
- Haré+Guu - Rachel
- Immortal Grand Prix - Sage Rublev (Episódio 24)
- K-On! - Mio Akiyama
- Kannazuki no Miko - Misaki
- Little Big Panda- Yung Fu
- Magical Girl Lyrical Nanoha - Nanoha Takamachi
- Magical Girl Lyrical Nanoha A's - Nanoha Takamachi
- Mix Master: Final Force - Sunny
- Planetes - Vozes adicionais
- Puella Magi Madoka Magica - Homura Akemi
- Rozen Maiden - Flor (Amiga Feminina)
- Rozen Maiden: Träumend - Kanaria
- Rozen Maiden Ouverture - Kanaria
- Squid Girl - Nagisa Saito
- Tekken: Blood Vengeance - Alisa Bosconovitch
- Tokko - Vozes adicionais
- Tweeny Witches - Melissa[2]
- Sailor Moon - Rei Hino/Sailor Mars

### Live-action
- Adventures in Voice Acting - Herself
- Behind The Scenes: Aika R-16 - Herself
- Brave - Lita
- Death Kappa - Kanako
- Izo - Sato
- Little Sister- Irmã mais velha
- One Missed Call  - Ritsuko, Mimiko
- Yohan- Various
- Power Rangers Hyperforce - Vesper/Ranger Hyperforce Preta

### Video-games
- Ar tonelico Qoga: Knell of Ar Ciel - Saki, Sakia, Sarapatra, Filament
- Atlantica Online - Rin the Puppeteer
- Atelier Totori - Cecilia
- Avalon Code - Sylphy
- BlazBlue: Calamity Trigger - Noel Vermillion, Nu-13, Saya
- BlazBlue Portable - Noel Vermillion, Nu-13, Saya
- BlazBlue: Continuum Shift - Noel Vermillion, Lambda-11, Mu-12, Nu-13
- BlazBlue: Continuum Shift II - Noel Vermillion, Lambda-11, Mu-12, Nu-13
- Blazblue: Continuum Shift Extend - Noel Vermillion, Lambda-11, Mu-12, Nu-13
- Blazing Souls Accelate - Bridgette
- Blue Dragon: Awakened Shadow - Kluke
- Dragon Nest- Kiwi
- Drowtales Chibi Fighter - Laelia
- Eternal Poison - Eriel
- Eureka Seven vol. 1: New Wave - Vozes adicionais
- Eureka Seven vol. 2: The New Vision - Vozes adicionais
- Final Fantasy Crystal Chronicles: The Crystal Bearers - Various
- Genshin Impact - Bennett, Xingqiu
- Hyperdimension Neptunia - Compa
- Hyperdimension Neptunia Mk2 - Compa
- League of Legends - Riven the Exile
- Loren: Amazon Princess - Performance
- Always Remember Me - Performance
- Maplestory- Mercedes, Aria
- Paladins Champions of the Realm - Ying
- Rune Factory Frontier - Cinnamon, Minerva
- Sakura Wars: So Long, My Love - Anri Yoshino
- Skullgirls - Cerebella
- The Oregon Trail - Vozes femininas
- Where in the World is Carmen Sandiego? Official Facebook App - Carmen Sandiego
- Ys Seven (PSP) - Sigroon
- Zening (Kongregate Games) - Miri

### Diversos
- Broccoli International USA - Puchiko
- Anime TV (Comercial online) - Anime/Repórter
- Anime TV - Protagonista (Temporada 2)
- HIS Travel (Comercial) - Voz
- Destination Japan (Comercial) - Voz
- Anime Olympics - Co-protagonista
- The Adventures of the ASOS Brigade - Ela mesma (Temporada 2)
- The Adventures of the ASOS Brigade - Performance (Temporada 2 - "Driver Super")
- Funimation Recaps (Comcast on Demand) - Protagonista
- Smile Purikura Photobooth - Apresentador/Voz
- Love Friends Purikura Photobooth - Apresentador/Voz
- Beauty Magic Purikura Photobooth - Apresentador/Voz
- Everyone's Best Purikura Photobooth - Apresentador/Voz
- Crash Purikura Photobooth - Apresentador/Voz
- Manga UK Mangazette - Voz
- Helluva Boss - Verosika Mayday
- Chikn Nuggit - Fwench Fwy

### Direção de voz
- Skullgirls